# Myrioblephara impleta
Myrioblephara impleta är en fjärilsart som beskrevs av W. Warren 1903. Myrioblephara impleta ingår i släktet Myrioblephara och familjen mätare. Inga underarter finns listade i Catalogue of Life.